# Chlorotachina froggattii
Chlorotachina froggattii là một loài ruồi trong họ Tachinidae.